# Alicia Bárcena Ibarra
Alicia Isabel Adriana Bárcena Ibarra (Ciudad de México, 5 de marzo de 1952) es una diplomática, bióloga y académica mexicana. Es la secretaria de Medio Ambiente y Recursos Naturales desde el 1 de octubre de 2024 durante el gobierno de la presidenta Claudia Sheinbaum.
Anteriormente, fue secretaria de Relaciones Exteriores de 2023 a 2024, embajadora de México en Chile de 2022 a 2023 y secretaria ejecutiva de la Comisión Económica para América Latina y el Caribe (Cepal), organismo de la Organización de las Naciones Unidas (ONU) con sede en Santiago de Chile, entre 2008 y 2022.

## Biografía
Alicia Bárcena nació el 5 de marzo de 1952 en la Ciudad de México.
Tras realizar estudios en la Universidad Nacional Autónoma de México, obtuvo el título de Bióloga. Obtuvo una maestría en Administración, por la Universidad de Harvard.

### Trayectoria
Por más de dos décadas, Bárcena ha trabajado en varios puestos públicos relacionados directamente con el desarrollo sostenible, el medio ambiente y la economía.
En 1971, mientras estudiaba su licenciatura en biología, fue integrante del Comité de Lucha de la facultad de ciencias de la UNAM, y como tal participó activamente en el análisis de la matanza del Jueves de Corpus, ocurrida en la Ciudad de México. Luego asumió el cargo de directora del Instituto Nacional de Investigaciones sobre Recursos Bióticos, ubicado en Yucatán, en donde creó un centro de capacitación sobre botánica indígena.
Entre 1982 y 1986 fue la primera subsecretaria de ecología en la recién creada Secretaría de Desarrollo Urbano y Ecología (SEDUE), antecesora de la Secretaría de Medio Ambiente, Recursos Naturales y Pesca. 
De 1989 a 1991, fungió como directora del Instituto Nacional de Pesca. 
También fue directora fundadora del Consejo de la Tierra en Costa Rica hasta 1995, y coordinadora del Programa de las Naciones Unidas para el Medio Ambiente (PNUMA). Posteriormente, se desempeñó como jefe de la división de medio ambiente y asentamientos humanos, y luego secretaria ejecutiva adjunta de la Comisión Económica para América Latina y el Caribe (CEPAL), en Santiago de Chile, hasta el 1 de junio de 2006, cuando fue nombrada jefa de gabinete adjunta y luego Jefa de Gabinete del secretario general de las Naciones Unidas, Kofi Annan.
También ha sido profesora e investigadora de la Universidad Nacional Autónoma de México, responsable de la redacción de varios artículos sobre el desarrollo sostenible. El 3 de enero de 2007 el nuevo secretario general de la ONU, Ban Ki-moon, la nombró Subsecretaria General de Administración. Al año siguiente, ocupó el cargo de secretaria ejecutiva de la CEPAL.
Bárcena dejó su puesto de la CEPAL para ser nombrada como embajadora de México en Chile. El 29 de septiembre de 2022, el presidente Andrés Manuel López Obrador anunció que propondrá a la diplomática para dirigir el Banco Interamericano de Desarrollo (BID).

### Secretaria de Relaciones Exteriores
El 13 de junio de 2023, el presidente López Obrador anunció que Bárcena sería la nueva secretaria de Relaciones Exteriores de México. De este modo, se convirtió en la cuarta mujer en dirigir la Cancillería mexicana.

### Secretaria de Medio Ambiente y Recursos Naturales
El 20 de junio de 2024, la presidenta electa Claudia Sheinbaum, anunció que Bárcena será la nueva titular de la Secretaría de Medio Ambiente y Recursos Naturales, cargo que asumió el 1 de octubre de 2024.

## Condecoraciones
En septiembre de 2014, recibió la distinción de doctora honoris causa por parte de la Universidad de Oslo, en Noruega.
El 13 de septiembre de 2017 en sesión pública y solemne el H. Congreso del Estado de Guerrero la nombró recipiendaria de la presea "Sentimientos de la Nación", máximo galardón que otorga el poder legislativo de ese estado, en el marco del aniversario número 204 de la instalación del Congreso de Chilpancingo.
En el 29 de junio de 2023, recibió la Orden al Mérito de Chile, en el Grado de Gran Cruz por parte del Gobierno de Chile, de manos del ministro de Relaciones Exteriores Alberto van Klaveren. La Orden es la más alta distinción concedida por el gobierno de ese país, para homenajear a ciudadanos extranjeros que presten servicios notables a la República.